# سيلا (قشريات)
سيلا (الاسم العلمي: Scylla)، هو جنس من السلطعونات السابحة، ويتألف من أربعة أنواع، منها السلطعون الأسود S. serrata هو الأكثر انتشارًا. يوجد عبر منطقة الهندي-الهادي. الاسم العلمي للجنس مُسمى على الشخصية الأسطورية سيلا. الأنواع الأربعة هي
| الصورة | الاسم                                  | الاسم الشائع           | التوزيع                                                                    |
| ------ | -------------------------------------- | ---------------------- | -------------------------------------------------------------------------- |
|        | سلطعون الطين البرتقالي (Herbst, 1796)  | سلطعون الطين البرتقالي | من جنوب شرق آسيا إلى باكستان ، ومن اليابان إلى شمال أستراليا               |
|        | Scylla paramamosain Estampador, 1949   |                        | China جنوب بحر الصين الجنوبي إلى بحر جاوة                                  |
|        | سلطعون أسود (Forskål, 1775)            | سلطعون أسود            | جنوب اليابان إلى جنوب شرق أستراليا وشمال نيوزيلندا                         |
|        | Scylla tranquebarica (Fabricius, 1798) |                        | باكستان وتايوان إلى أرخبيل الملايو و مناطق أخرى في المحيطين الهندي والهادئ |